# Saarjärve
Saarjärve is een plaats in de Estlandse gemeente Mustvee, provincie Jõgevamaa. De plaats heeft de status van dorp (Estisch: küla).
De plaats lag tot in oktober 2017 in de gemeente Saare. In die maand ging de gemeente op in de gemeente Mustvee.

## Bevolking
De ontwikkeling van het aantal inwoners blijkt uit het volgende staatje:
| Jaar            | 2011 | 2017 | 2019 | 2021 |
| --------------- | ---- | ---- | ---- | ---- |
| Aantal inwoners | 26   | 23   | 17   | 19   |

## Ligging
Saarjärve ligt tegen de grens tussen de gemeente Mustvee en de gemeente Jõgeva en tegen de grens met de gemeente Tartu vald in de provincie Tartumaa. Het meer Saare järv of Saarjárv (27,4 ha) ligt centraal in het dorp. Het meer en de oevers zijn een beschermd natuurpark onder de naam Saarjärve looduspark (27,6 ha).
De hoofdweg Põhimaantee 3 komt langs, maar net niet door Saarjärve. De rivier Uhmardu vormt de zuidoostgrens van het dorp.

## Geschiedenis
Saarjärve was het centrum van het landgoed Saarenhof (Estisch: Saare mõis). Het werd in 1512 voor het eerst genoemd als Sarahof. In 1627 werd het genoemd als Sara Moysa. Het behoorde oorspronkelijk toe aan de familie von Tiesenhausen, daarna aan de familie von Boening en vanaf 1712 aan de familie von Bock. In 1730 liet Otto Wilhelm von Bock een landhuis in barokke stijl bouwen. Vanaf 1823 was het landgoed in handen van de familie von Manteuffel.
Het landhuis, dat op korte afstand lag van de weg tussen Sint-Petersburg en Riga, was onder hooggeplaatste functionarissen populair als pleisterplaats. Catharina II, Paul I, Alexander I en Nicolaas I waren er te gast. In het midden van de 19e eeuw werd een weg tussen Sint-Petersburg en Pskov aangelegd. Daarna nam het belang van de oude weg naar Riga en van het landhuis van Saarenhof sterk af. In de jaren dertig van de 20e eeuw stond het landhuis leeg en werd het afgebroken. Enkele bijgebouwen, waaronder een schuur en een stal, zijn bewaard gebleven, maar in slechte staat. Het park is in de jaren negentig opgeknapt. Twee kilometer ten zuiden van het landhuis, bij het Saare järv, ligt een klein kerkhof, waar leden van de familie von Manteuffel begraven zijn.
De nederzetting in de buurt van het landhuis werd in 1922 voor het eerst genoemd als Saaremõisa. In 1939 stelde het bestuur van de toenmalige gemeente Saare voor de plaats om te dopen in Saarjärve. In 1945 stond de plaats onder die naam in de lijst van dorpen.

## Foto's

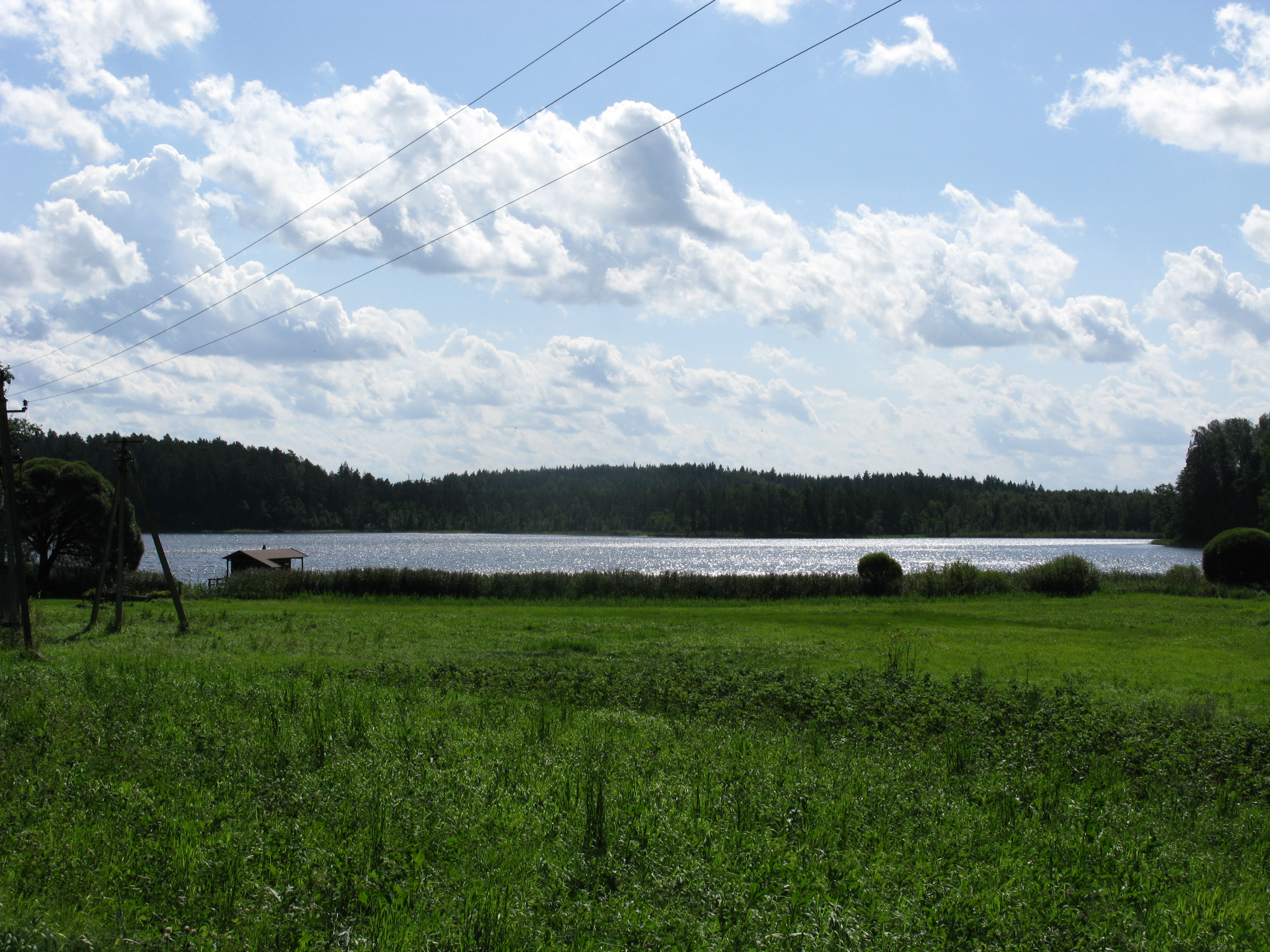
Het meer Saare järv
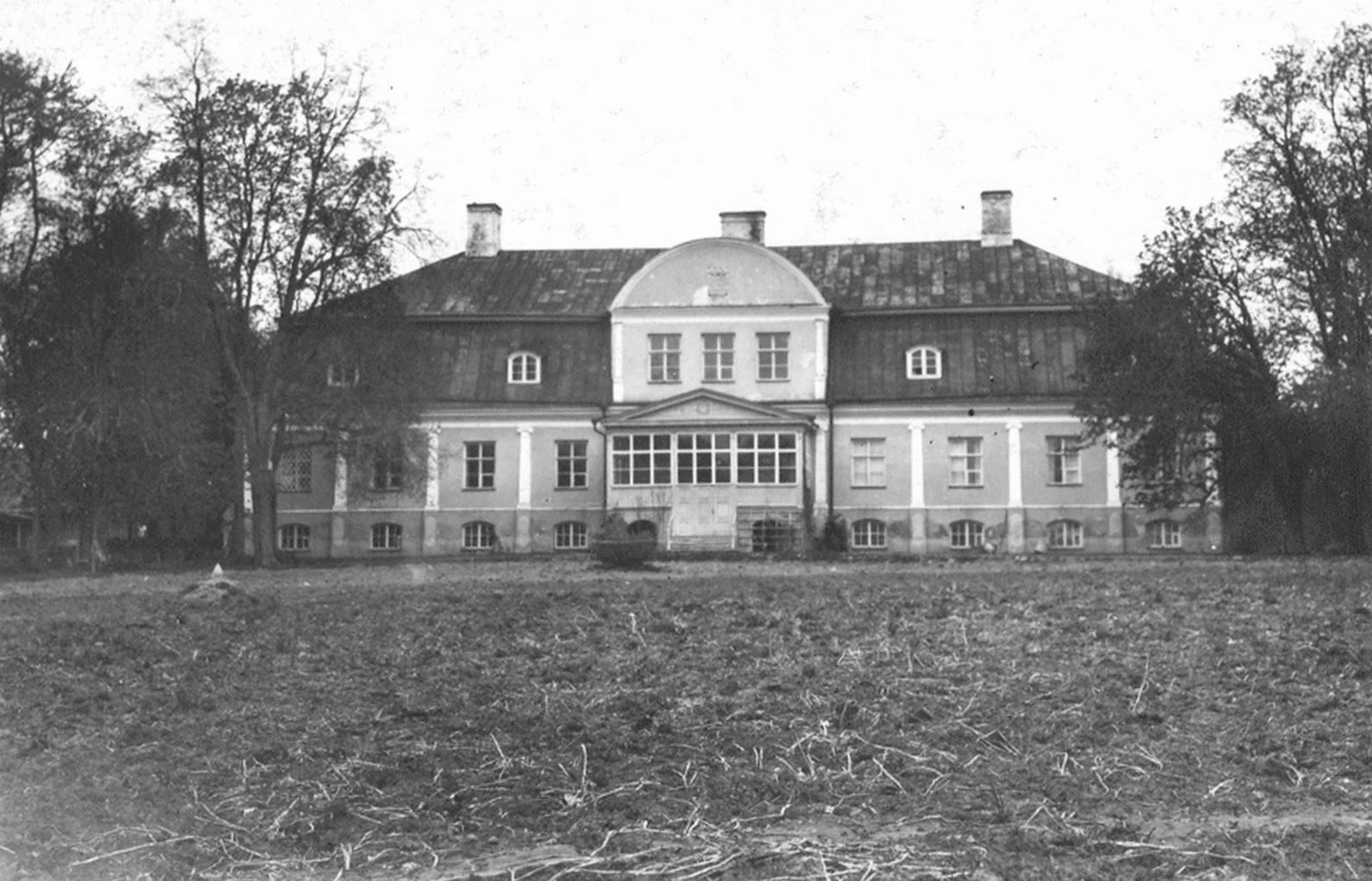
Het landhuis in 1923
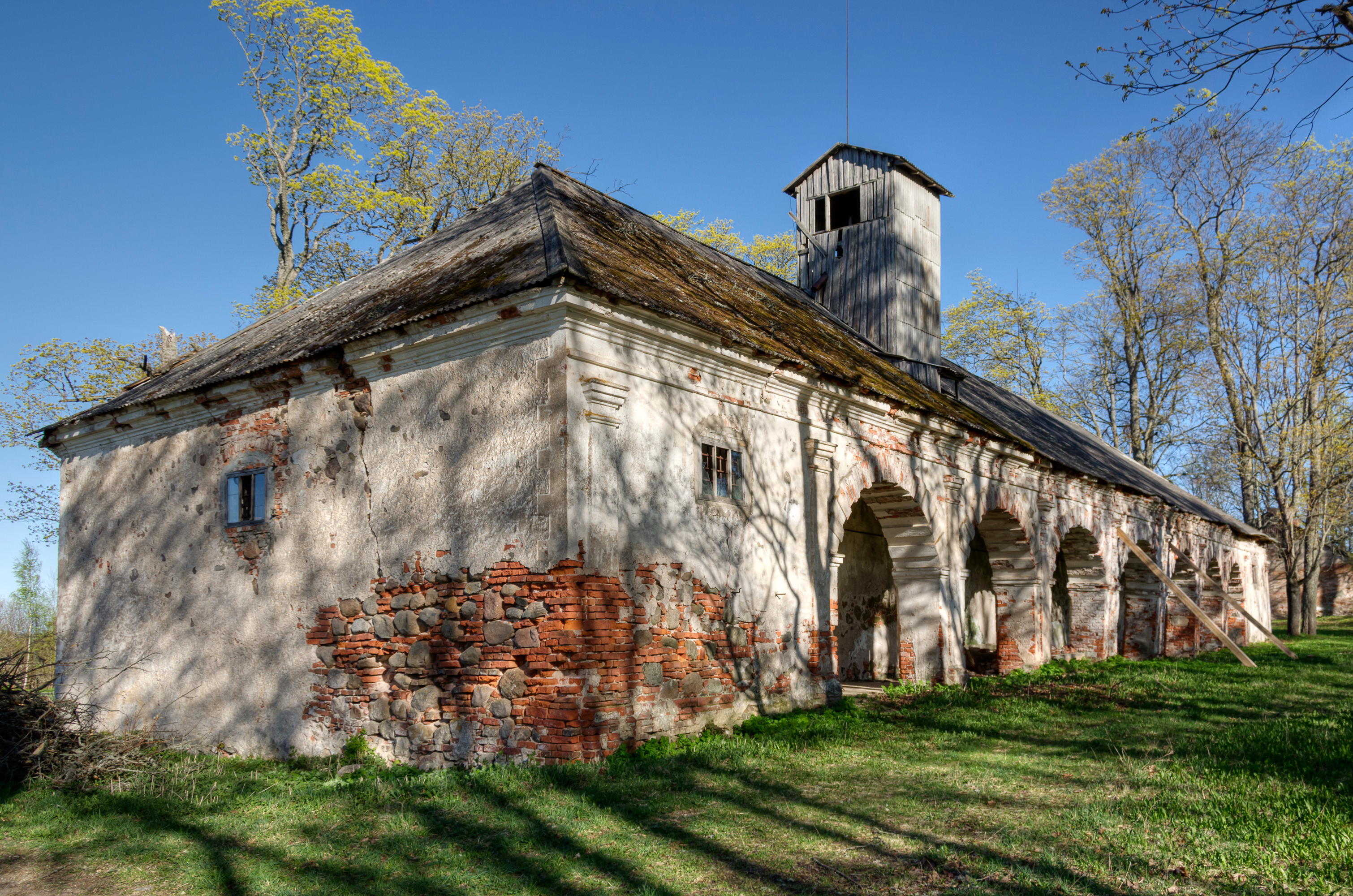
Schuur
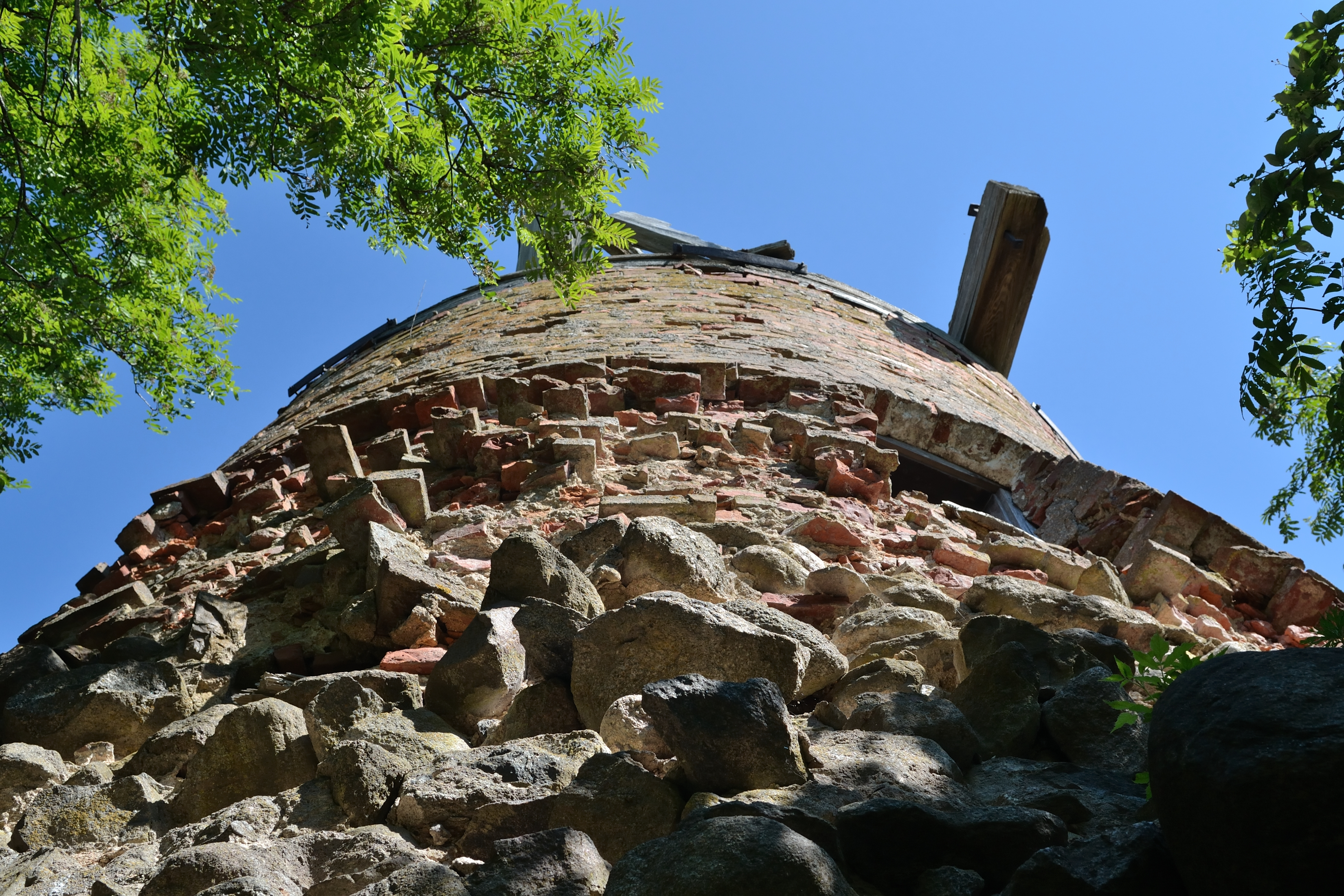
Restant van een molen
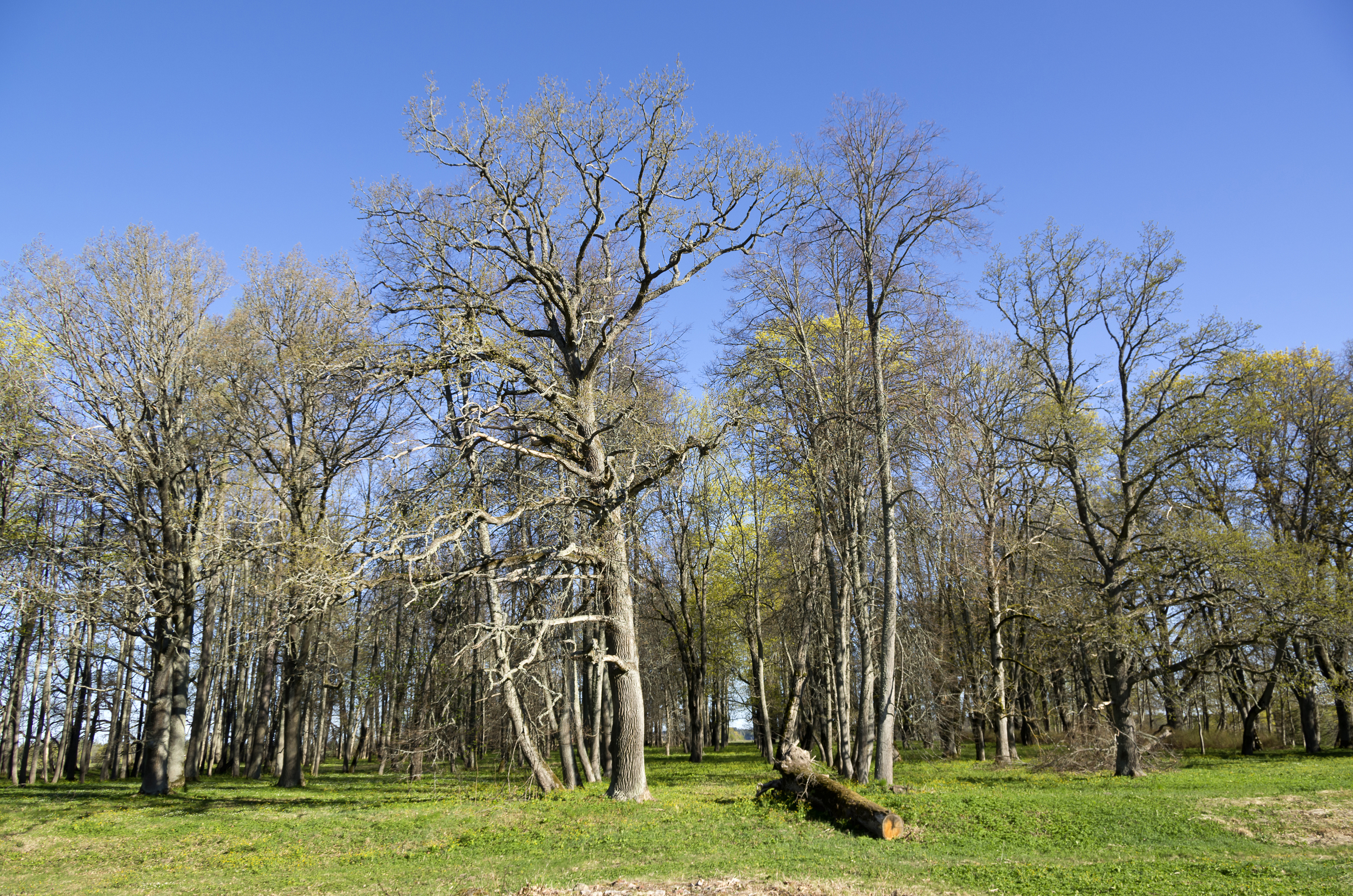
Het park bij het vroegere landhuis
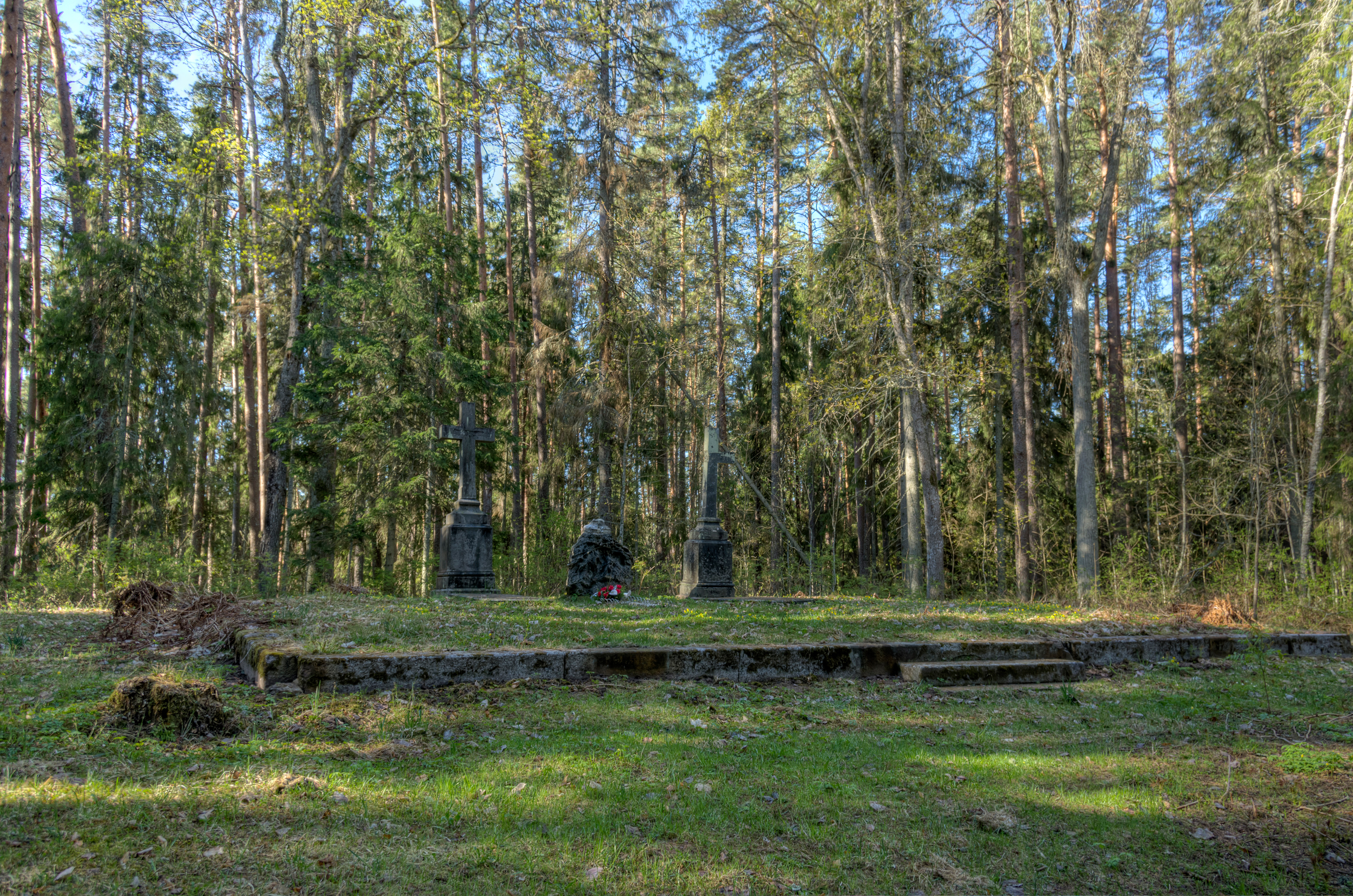
Kerkhof van de familie von Manteuffel